# ماثيو فيلدمان
ماثيو فيلدمان (بالإنجليزية: Matthew Feldman)‏ هو سياسي أمريكي، ولد في 22 مارس 1919 في الولايات المتحدة، وتوفي في 11 أبريل 1994 في نفس البلد. حزبياً، نشط في الحزب الديمقراطي. وقد انتخب Mayors of Teaneck, New Jersey ‏ وانتخب عضو مجلس ولاية نيوجيرسي.